# Aphérèse (linguistique)
Cette page contient des caractères spéciaux ou non latins. S’ils s’affichent mal (▯, ?, etc.), consultez la page d’aide Unicode.
Pour les articles homonymes, voir Aphérèse.
 (septembre 2019).
En linguistique, l'aphérèse (du grec ancien : ἀφαίρεσις aphaíresis, « ablation », formé par contraction à partir de ἀπό - αἵρεσις) est une modification phonétique impliquant la perte d'un ou plusieurs phonèmes au début d'un mot. L'aphérèse est un métaplasme s'opposant à l'apocope. Elle ne doit pas être confondue avec le concept philosophique d'aphairesis.
L'aphérèse a deux principales origines : l'aphérèse accentuelle et l'aphérèse par élision inverse.

## Aphérèse accentuelle
L'aphérèse peut être due au caractère atone et donc faible des phonèmes concernés : dans les langues à accent tonique, une syllabe atone est en effet susceptible, surtout si elle est éloignée de l'accent, de s'amuïr. 

### Termes lexicalisés
Le cas est fréquent d'un point de vue diachronique, c'est-à-dire en phonétique historique. Les mots ayant subi une aphérèse sont ensuite lexicalisés.
Par exemple, le terme anglais pour « évêque » est bishop et vient du grec ancien ἐπίσκοπος epískopos via le latin vulgaire ebiscopus (par voisement du [p] intervocalique). L'accent (même si, à l'origine, il n'était pas tonique mais de hauteur) frappant le [i], la voyelle précédente, qui se trouve là être à l'initiale, s'est amuïe à cause de son caractère atone et prétonique. L'anglais connaît de nombreuses aphérèses lexicalisées de ce type, surtout à cause de son fort accent tonique, qui tombe généralement en début de mot dans les termes germaniques.
La langue française ne connaît toutefois que peu d'amuïssements à l'initiale. Ces derniers ont généralement lieu en finale, surtout si la dernière syllabe est atone. C'est donc l'apocope qui domine dans l'évolution du français et non l'aphérèse, mais cela est beaucoup moins vrai de l'argot. Par exemple, le terme « évêque » provient en amont (tout comme bishop) de l'étymon grec epískopos. On constate ici aisément que c'est la finale -op(os) qui a chu et non l'initiale e- (ancien français evesque, via une forme proto-romane raccourcie *episcu).
Cependant, quelques cas de chute syllabique à l'initiale existent en français, notamment en ce qui concerne les termes grammaticaux les plus utilisés, nécessairement plus sujets à l'usure phonétique. Ainsi du  déterminant cette. Celui-ci provient du latin écce ísta et a donné, par univerbation, eccéista puis eccésta (syncope). Ce processus a fini par aboutir à la chute du e initial : cesta (aphérèse) → ceste → cete → cette. Plus moderne, l'aphérèse des termes « omnibus », « beefsteak » et « américain » est à l'origine des mots « bus », « steak » et « ricain ».
Le grec moderne, enfin, fournit de nombreux exemples, du moins en dhimotikí. Tout d’abord, l’augment syllabique subit l’aphérèse dans les verbes quand il n'est pas tonique (en sorte, dans les formes de plus de trois syllabes puisque, dans les verbes, l’accent remonte le plus loin possible mais jamais au-delà de la troisième syllabe, selon les lois de limitation. Les termes sont transcrits et non translittérés) : de γράφω gráfo, « j'écris », on forme l'aoriste (temps correspondant plus ou moins à notre passé simple) el égrapsa, « j'écrivis », avec l'augment comme en grec ancien (consulter l’article sur les conjugaisons du grec ancien) mais dans une forme plus longue, l'accent ne pouvant tomber sur l'augment, celui-ci est amuï : γράψαμε grápsame et non εγράψαμε, « nous écrivîmes ». Dans un verbe plus long, comme διαβάζω diavázo, « je lis », l'augment subit l'aphérèse à toutes les formes : l'aoriste est διάβασα diávasa et non εδιάβασα. En katharévousa, l'augment est normalement conservé dans tous les cas.
D'autre part, nombre de mots de la dhimotiki ont subi une aphérèse accentuelle : par exemple, le verbe ημπορώ imporó ou imboró, « je peux », en katharevousa, est prononcé μπορώ boró en dhimotiki. De même pour ημέρα iméra, « jour », devenu μέρα méra (d'où l'expression καλή μέρα kali méra, « bonjour », prononcée par univerbation καλημέρα kaliméra, « bonjour »).
Dans les langues qui connaissent un accent tonique, l'aphérèse s'accompagne très fréquemment d'apocopes.

### Termes non lexicalisés
Parfois, l'aphérèse ne se rencontre que dans une prononciation moins soutenue, plus rapide, de termes qui peuvent continuer à exister par ailleurs (alors qu'il n'y a pas de mot *ebishop en anglais) : elles sont nombreuses en argot (ricain pour américain) ou dans les jurons (tudieu pour vertu [de] Dieu). Dans tous les cas, le ou les phonèmes touchés ne sont pas toniques. Les termes ne sont pas forcément lexicalisés. Il s'agit d'une figure de style dès lors qu'il y a volonté de produire un effet particulier. Souvent il s'agit d'oraliser le discours comme dans cette traduction de l'Ulysse de James Joyce :
« T'y vois core moins clair que moi » (core pour encore)
À l'oral, dans un langage rapide et peu soutenu, par exemple :
« garde le bel oiseau » (« garde » pour « regarde »), ou dans certaines régions où la prononciation se montre particulière.

## Aphérèse par élision inverse
Au contraire, dans l'élision inverse, une voyelle tonique peut subir l'aphérèse. L'élision est un métaplasme par amuïssement dû à un hiatus. 
En grec ancien, langue qui répugne au hiatus, celui-ci est résolu principalement par contraction (et par crase), élision simple ou métathèse de quantité. Dans une langue moins soutenue ou en poésie, cependant, l'hiatus entre deux mots peut être évité par l'aphérèse si la voyelle en fin du premier mot est longue et celle commençant le mot suivant est brève. Par exemple, dans l'énoncé ὦ ἄναξ ỗ ánaks (« ô roi ! »), l'hiatus [ɔːa], qui, normalement entre deux mots, est conservé, pourra être résolu par aphérèse du [a] initial d'ἄναξ ánaks, voyelle pourtant tonique. L'on obtiendra donc ỗ ’naks, écrit ὦ ῎ναξ.
Ce type d'aphérèse est aussi fréquent en anglais : I am (« je suis ») peut  devenir I'm, et, de même, you are devient you're, (s)he is devient (s)he's, it is devient it's, I would devient I'd, who is who devient Who's Who (le nom de ce célèbre annuaire signifie « qui est qui »), etc. Le verbe to have est aussi sujet à l'aphérèse : I've pour I have, (s)he's pour (s)he has, we've pour we have, etc.
Enfin, en arabe il existe quelques mots débutant par une syllabe qui subit l'aphérèse dès que le mot n'est pas en début d'énoncé (on dit que cette syllabe porte une hamza instable). Ainsi, le nom de Dieu, أَللّٰه ʾAllāh, est réduit à ٱللّٰه llā dans un énoncé : بِسْمِ ٱللّٰه, bi-smi-llāh « au nom de Dieu ». Ce processus est décrit dans l'article sur l'écriture de la hamza.

## En français
Quelques exemples :
- diminutifs de  prénoms (parfois devenus des patronymes) : Bastien (pour Sébastien), Colas (pour Nicolas), Sandre (pour Alexandre), Toine (pour Antoine) ;
- termes devenus courants : bus (pour omnibus ; aujourd'hui synonyme d'autobus), car (pour autocar), chandail (pour marchand d'ail) ;
- couples de mots (avec et sans aphérèse) anglo-américains passés en français :  bot (issu de robot), toon (issu de cartoon) ;
- termes restés familiers ou argotiques : droïde (pour androïde), pitaine (pour capitaine ; argot militaire), Ricain (pour Américain), tard (pour pétard), etc. ;
- la Cipale (pour piste municipale) : nom historique du vélodrome Jacques-Anquetil dans le bois de Vincennes.

Des aphérèses se produisent aussi lorsque le français est prononcé un peu vite : « 'soir» (pour « bonsoir »), vous réduit à la liaison (« Z'avez pas soif ? »), etc.
Des aphérèses se produisent également dans certaines régions avec une prononciation particulière :
- suppression du « v » en début de mot devant « oi » (« voi » devient « oi » , voire « wa »[Quoi ?], par exemple : 
  - « voisin » → « oisin », parfois « wasin » lorsque le mot est accentué.

Exemple de phrase en conséquence : « Y a l'oisin qu'a changé d'oiture » (« oisin » pour « voisin » et « oiture » pour « voiture ») ; notez ici la forte marque d'oralité, notamment avec l'omission du pronom il (« y a » pour « il y a ») et les élisions du déterminant le (« l'oisin » pour « le voisin »).